# Aiguille du Midi
Ne doit pas être confondu avec l'aiguille du Midi des Grands ou avec l'un des pics du Midi.
L'aiguille du Midi est un sommet de France situé en Haute-Savoie, dans le massif du Mont-Blanc, au-dessus de Chamonix-Mont-Blanc. Culminant à 3 842 mètres, elle est la plus haute des aiguilles de Chamonix. Sur le sommet principal s'élève une tour, portant des antennes de télécommunication, qui représente le point culminant actuel.
L'aiguille est le point d'arrivée du téléphérique de l'Aiguille du Midi au départ de Chamonix ; sa gare supérieure est située à 3 777 mètres d'altitude. Elle est le point de départ de la descente de la Vallée Blanche et de la télécabine Panoramic Mont-Blanc qui traverse le glacier du Géant jusqu'à la pointe Helbronner sur le versant italien à 3 462 mètres, avec sa vue imprenable sur la vallée d'Aoste et tout le Piémont. L'aiguille abrite le plus haut centre d'émission hertzien de France.

## Toponymie
Le sommet est nommé Agouelye de Mi-jorn (prononcer [a'gɔʎə də mi'ðɔʀ]) en arpitan savoyard. L'aiguille du Midi doit probablement son nom à sa situation au sud de Chamonix-Mont-Blanc car vu depuis le centre-ville, le soleil passe au droit du sommet aux alentours de midi.

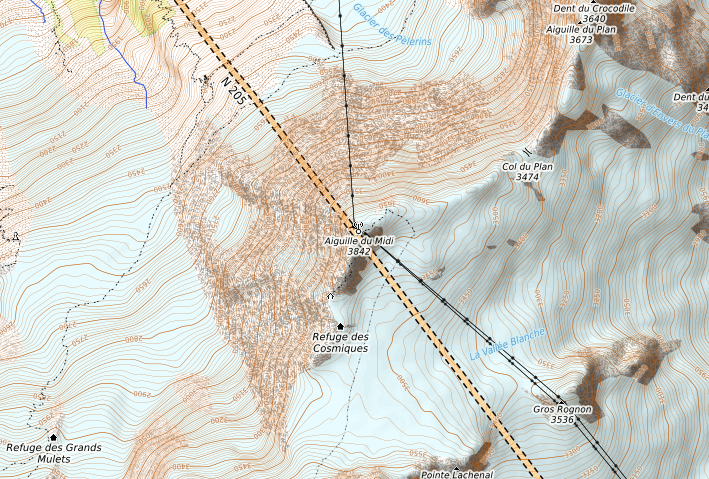
Carte topographique de l'aiguille du Midi.

## Géographie

### Localisation et topographie

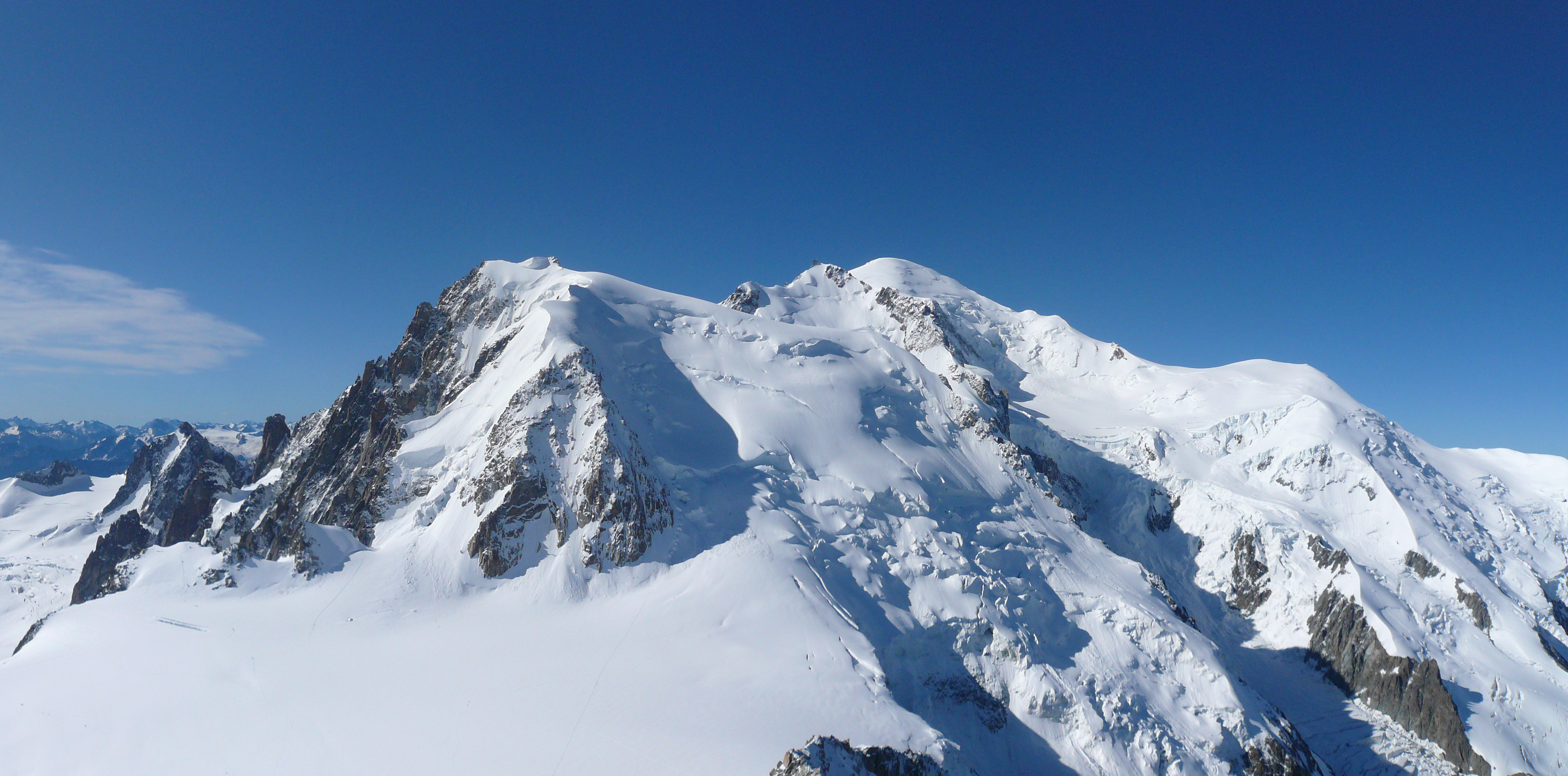
Panorama sur le mont Blanc (dôme blanc au centre), le mont Blanc du Tacul (à gauche), le mont Maudit (entre les deux) et le dôme du Goûter (à droite) depuis la terrasse sommitale

L'aiguille du Midi est située dans le sud-est de la France et du département de la Haute-Savoie, sur le territoire communal de Chamonix-Mont-Blanc dont le chef-lieu se trouve au nord, dans le fond de la vallée du même nom. Le sommet est composé de trois pitons, le piton Nord à 3 795 mètres, le piton Central à 3 842 mètres et le piton Sud. La montagne composée de granite présente un profil fortement dissymétrique : son ubac forme une imposante face de 2 800 mètres de hauteur jusque dans le bas de la vallée dont une falaise sommitale de plus de 1 000 mètres de hauteur tandis que son adret ne domine que de 300 mètres le col du Midi et la Vallée Blanche, vaste glacier au cœur du massif du Mont-Blanc. Marquant la limite entre la vallée de Chamonix au nord et la Vallée Blanche au sud, une arête de neige s'étire vers l'est jusqu'au col du Plan tandis que l'arête des Cosmiques s'étire vers le sud-ouest jusqu'au col du Midi ; ces deux reliefs sont utilisés par les alpinistes pour transiter par l'aiguille, notamment l'arête de neige qui permet de gagner le piton Central.
Le site de l'aiguille du Midi offre une vue sur les sommets et vallées environnantes, notamment les aiguilles de Chamonix et au-delà l'aiguille Verte et le glacier de Talèfre au nord-est, l'aiguille du Tacul, les Grandes Jorasses et la dent du Géant à l'est, la Vallée Blanche, le glacier du Géant et la pointe Helbronner à la frontière italienne au sud-est, le mont Blanc du Tacul juste en face de l'aiguille au sud et, derrière sur la même ligne de crête, le mont Maudit et le mont Blanc au sud-sud-ouest, le glacier des Bossons, le dôme et l'aiguille du Goûter au sud-ouest et au nord-ouest une vue plongeante sur la vallée de Chamonix et au-delà le massif des aiguilles Rouges. Au-delà de cet environnement immédiat, la vue porte sur les principaux sommets de plus de 4 000 mètres français, suisses et italiens, dont le Grand Combin, le Cervin et le mont Rose à l'est. Au sud-est sont également visibles les sommets du Grand Paradis, à l'ouest une partie de ceux du Beaufortain et de la chaîne des Aravis, au nord-ouest les massifs du Giffre et du Chablais, au nord les dents du Midi et au nord-est les Alpes bernoises.
Le tunnel du Mont-Blanc, qui traverse le massif en reliant Chamonix dans sa vallée à Courmayeur dans la Vallée d'Aoste, passe à l'aplomb de l'aiguille du Midi, environ 2 400 mètres sous terre.

### Aménagements

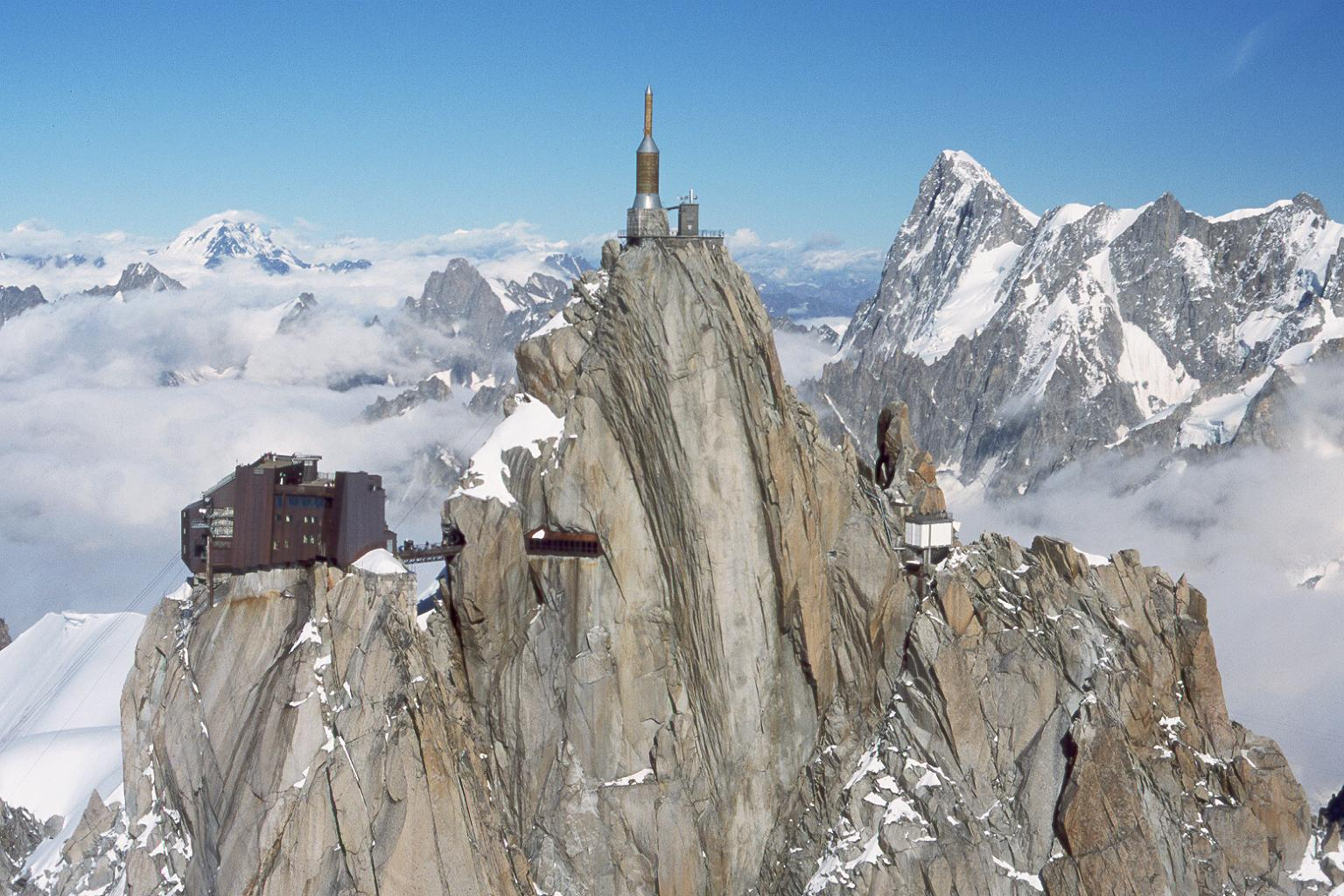
Vue aérienne depuis l'ouest du sommet de l'aiguille du Midi montrant les différentes constructions qui occupent le site.

L'allure du sommet de l'aiguille du Midi est fortement affectée par les constructions et les aménagements qui y ont été faits depuis les années 1950. Ainsi, le piton Nord est coiffé d'un bâtiment qui s'adapte au rocher et qui accueille la gare d'arrivée du téléphérique de l'Aiguille du Midi, des services touristiques (restaurants, boutiques, terrasses d'observation, espaces de découverte de la haute montagne, etc) et techniques (locaux du téléphérique, arrières boutiques, locaux techniques des différentes antennes de télécommunication, etc.). Il est relié au piton Central par une passerelle qui amène à un tunnel permettant de gagner par un ascenseur le sommet de la montagne, au pied de l'antenne radioélectrique, point le plus élevé que les visiteurs peuvent atteindre et où se trouve le Pas dans le Vide, une attraction touristique consistant à s'avancer dans une cage en verre au-dessus du vide. Les tunnels mènent également au musée de l'Alpinisme, au portillon permettant aux alpinistes de quitter l'aiguille du Midi via l'arête de neige pour gagner la Vallée Blanche, au départ de la télécabine Panoramic Mont-Blanc pour la pointe Helbronner ainsi qu'à la terrasse Rebuffat sur l'arête des Cosmiques par où transitent une partie des alpinistes. Tout au bout du parcours, des passerelles et terrasses d'observation mènent au piton Sud.

## Histoire

### Premières ascensions
Le piton Nord de l'aiguille du Midi (3 795 mètres où se trouve aujourd'hui la station d'arrivée du téléphérique) est gravi le 4 août 1818 par le comte polonais Antoni Malczewski, avec Jean-Michel Balmat et cinq autres guides,. Le 5 août 1856, le comte Fernand de Bouillé avec les guides Alexandre Devouassoux, Ambroise et Jean Simond et sept porteurs parviennent à 25 mètres sous le sommet du piton rocheux du piton Central (point culminant à 3 842 mètres) ; seuls les trois guides parviennent au sommet pour y planter le drapeau blanc des monarchistes français.
La première ascension de la face nord est effectuée en 1879 par les alpinistes Dent et Maund et leurs guides Jaun et Maurer. En 1919, le célèbre alpiniste britannique George Mallory, qui disparaîtra en tentant l'Everest, ouvre sur cette même face la voie la plus directe qui porte aujourd'hui son nom, en compagnie de Harold Edward Lionel Porter (voie Mallory-Porter).
La première ascension de l'arête sud-ouest (dite arête des Cosmiques) est au crédit de l'alpiniste et physicien britannique George Ingle Finch en 1911.
La première solitaire hivernale de la face nord a été réussie par Walter Cecchinel en 1971.

### Construction des téléphériques
Le premier téléphérique de l'Aiguille du Midi (à l'époque dit « funiculaire aérien de l'aiguille du Midi - Mont-Blanc » et aujourd'hui « téléphérique des Glaciers ») aboutissait en deux tronçons en contrebas au nord-ouest de l'aiguille elle-même. Sa construction s'est étalée de 1909 à 1927. Le premier tronçon, ouvert le 1er juillet 1924, fut le premier téléphérique pour voyageurs de France. Le deuxième tronçon, qui devait gagner le col du Midi, est entamé en 1938. Les travaux poursuivis pendant la Seconde Guerre mondiale sont abandonnés en 1947. La ligne de service, opérationnelle, permit de construire le nouveau téléphérique au tracé plus direct emprunté de nos jours. La gare de départ de cet ancien appareil est aujourd'hui restaurée et ses cabines ont été classées monuments historiques en 1992.
Le téléphérique actuel, le téléphérique de l'Aiguille du Midi, construit par le promoteur turinois Dino Lora Totino, a été édifié en seulement 5 ans de 1951 à 1955. Le 29 juin 1949, pour convaincre de la faisabilité du projet de téléphérique — à l'époque le plus haut et le plus long du monde (3 kilomètres sans pylône) — six guides chamoniards et valdôtains descendirent la face nord au bout d'un câble qui fut ensuite tendu entre le sommet et le Plan de l'Aiguille. La télécabine Panoramic Mont-Blanc a été construite dans la foulée. Elle survole la Vallée Blanche et rejoint le téléphérique qui relie depuis 1946 les environs de Courmayeur, au niveau du refuge Torino.
Lora Totino revend les installations à la Société touristique du Mont-Blanc (STMB), ancêtre de la Compagnie du Mont-Blanc, en 1972.

### Aménagements touristiques ultérieurs

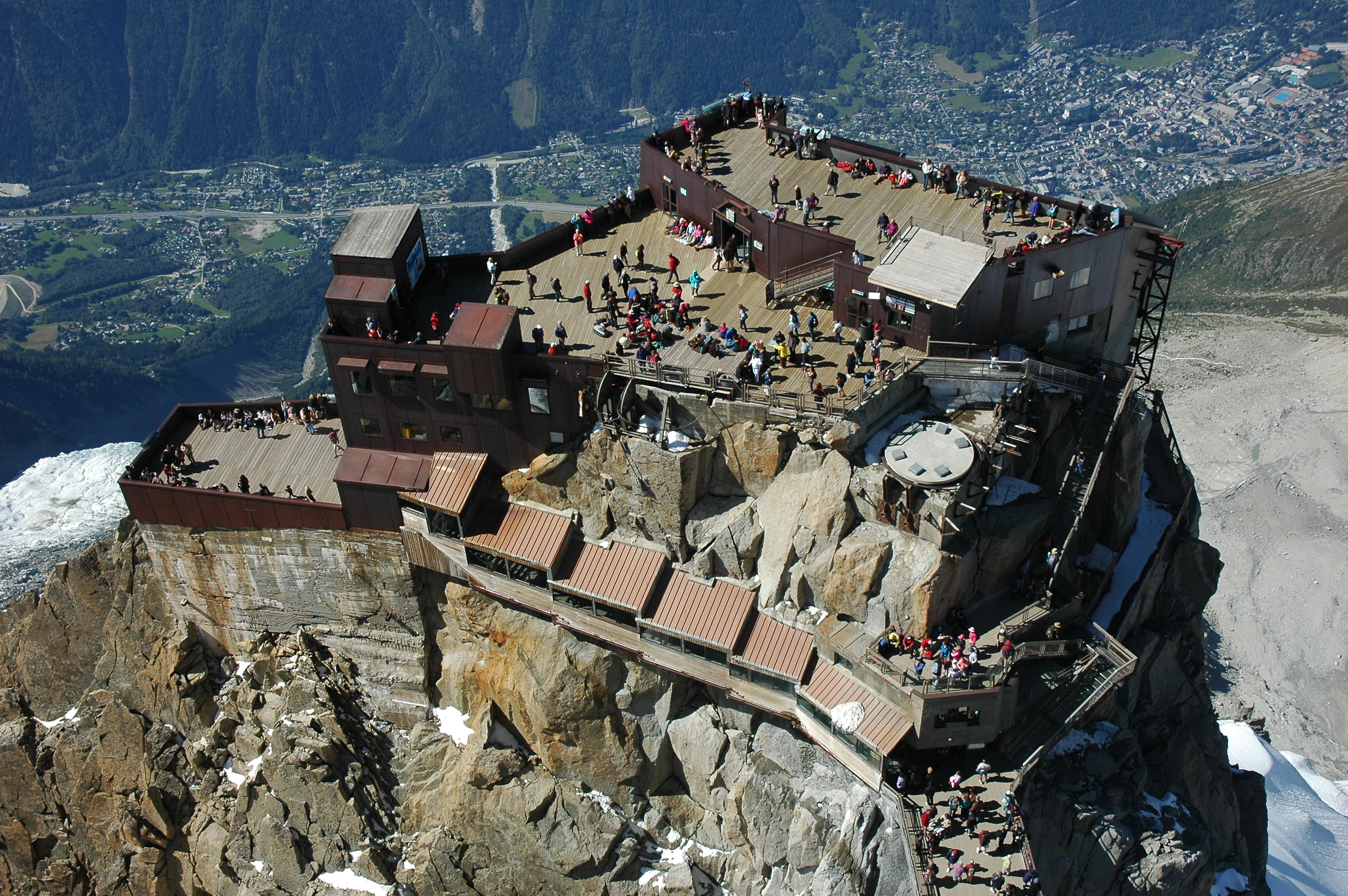
Vue en plongée depuis le piton Central du piton Nord et du bâtiment qui en occupe le sommet avec en contrebas la vallée de Chamonix.

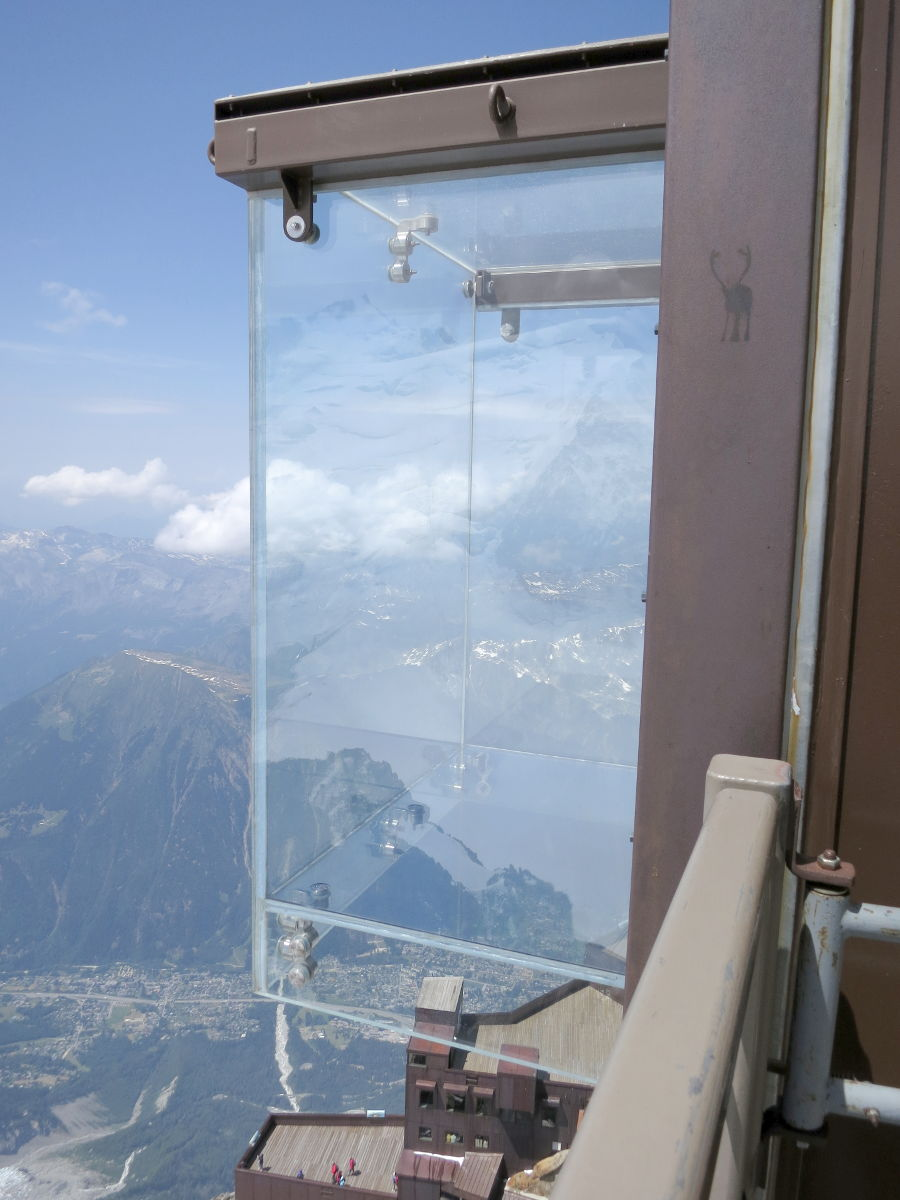
Le « pas dans le vide »

L'ascenseur d'origine du piton Central a été remplacé en 2015 par un duplex d'ascenseurs neufs de marque Schindler. Leur installation a nécessité l'agrandissement de la gaine rocheuse (déroctage du granite) et la création d'une deuxième salle de machines. Les ascenseurs ont été conçus pour fonctionner à des températures très basses (limite basse −20 °C). Les équipements sont protégés contre les risques de foudre et les tremblements de terre (zone sismique niveau 2). La course des ascenseurs est de 65 mètres : 3 777 à 3 842 m. La vitesse nominale des appareils est de 2,5 m/s. Le duplex donne accès à la terrasse du sommet (piton central, également nommé sommet sud) au pied de la tour de télécommunication.
Une cage en verre transparente suspendue sur la paroi, dénommée le « pas dans le vide », a été ouverte au public le 21 décembre 2013, permettant de procurer la sensation du vide aux visiteurs, face au mont Blanc, aux aiguilles Rouges et à la chaîne des Aravis. La sécurité est assurée par la société Dania-Vitrage qui a réalisé le projet. La cage vitrée, au sol, au plafond et sur trois faces verticales munies d'un vitrage de 36 mm d'épaisseur, peut supporter 1 500 kg et résiste à des températures de −40 °C et des vents de 220 km/h. La réouverture de l'ensemble d'ascenseurs doubles, de l'accès à la terrasse et du « pas dans le vide » est effective depuis le 8 août 2015.
Un tunnel vitré nommé le Tube a été envisagé puis a été construit en 2015.

## Alpinisme

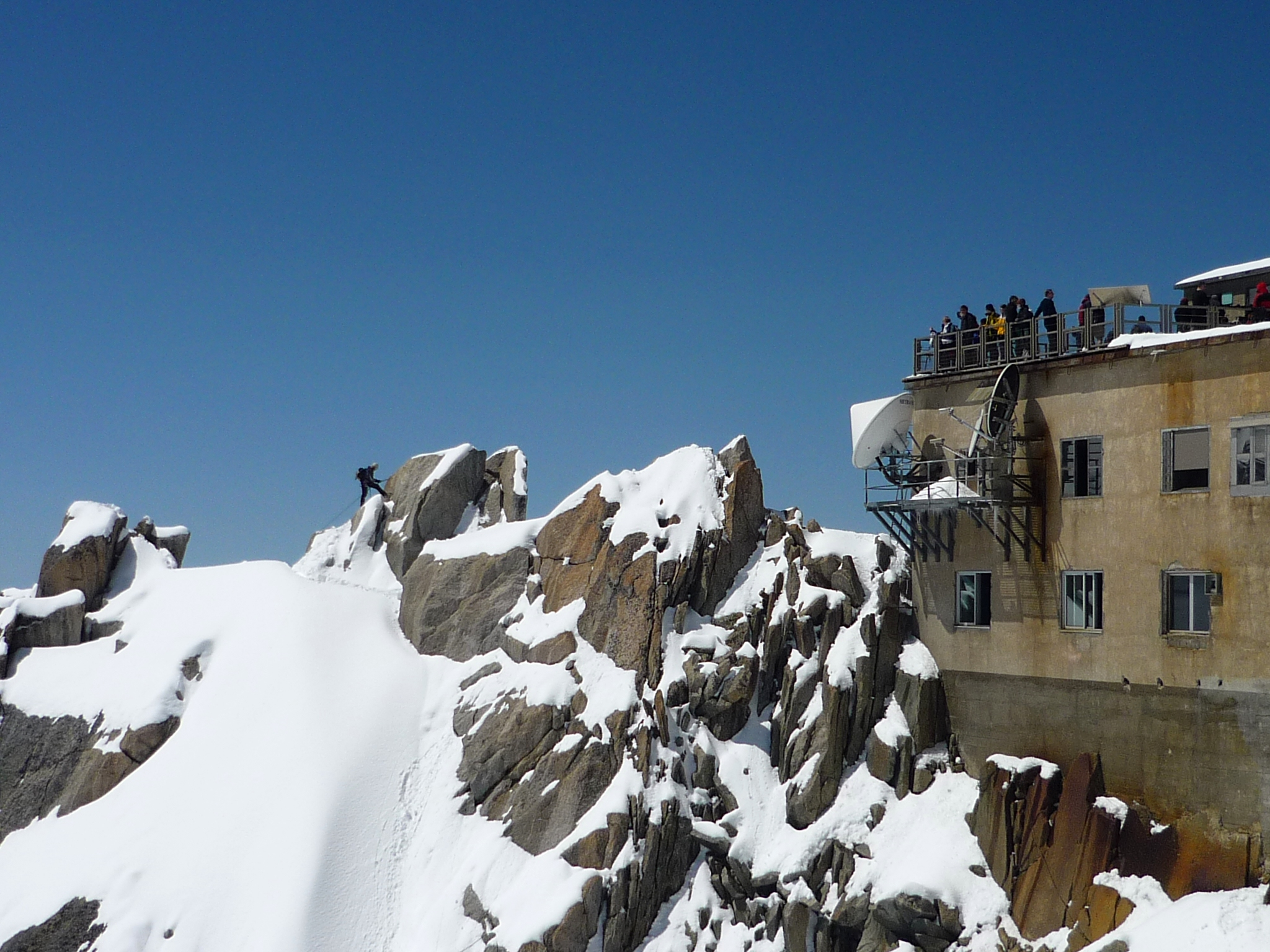
Alpiniste rejoignant la terrasse Rebuffat depuis l'arête des Cosmiques.

L'aiguille du Midi est très fréquentée par les alpinistes comme point de départ pour de nombreux sommets entourant la Vallée Blanche et pour ses nombreuses voies glaciaires, mixtes ou purement rocheuses. Les arêtes nord-est (arête Midi-Plan) et sud-ouest (arête des Cosmiques) sont des voies relativement faciles. La face nord, surplombée par le deuxième tronçon du téléphérique, présente des itinéraires mixtes ou glaciaires de grande ampleur et de difficulté élevée. L'un des plus connus est l'éperon Frendo (première ascension par Édouard Frendo et R. Rionda le 11 juillet 1941).
La face Sud est parcourue par de nombreuses voies entièrement rocheuses et de niveau élevé, dont la célèbre Rébuffat ouverte par Maurice Baquet et Gaston Rébuffat le 13 juillet 1956.
Contrairement à une opinion répandue, le départ de l'aiguille du Midi ne permet pas de faire l'ascension du mont Blanc par la voie normale (qui passe par l'aiguille du Goûter), mais du mont Blanc du Tacul. Par contre, elle est le point de départ de la descente en ski de la Vallée Blanche. Cependant, la voie dite « voie des trois monts » permet, au départ de l'aiguille du Midi, si on fait la course « à la benne », ou plus classiquement après une nuit au refuge des Cosmiques, d'enchaîner le mont Blanc du Tacul, le mont Maudit et enfin le mont Blanc. C'est un itinéraire un peu plus long mais surtout plus technique que celui de la voie normale du mont Blanc même si l'itinéraire ne passe ni au sommet du Tacul, ni au sommet du Maudit.
L'arrivée de l'arête des Cosmiques, course très fréquentée des alpinistes, s'effectue sur une des plates-formes de l'aiguille au moyen d'une échelle sous les yeux souvent ébahis des touristes.

Panorama depuis l'aiguille du Midi en direction du mont Blanc (centre droit).